# Тайрон (Оклахома)
Тайрон (англ. Tyrone) — місто (англ. town) в США, в окрузі Техас штату Оклахома. Населення — 729 осіб (2020).

## Географія
Тайрон розташований за координатами 36°57′20″ пн. ш. 101°4′5″ зх. д. / 36.95556° пн. ш. 101.06806° зх. д. (36.955527, -101.067976).  За даними Бюро перепису населення США в 2010 році місто мало площу 1,07 км², уся площа — суходіл.

## Демографія
Згідно з переписом 2010 року, у місті мешкали 762 особи в 276 домогосподарствах у складі 213 родин. Густота населення становила 711 особа/км².  Було 336 помешкань (314/км²).
Расовий склад населення:
| - 85,0 % — білих - 0,9 % — чорних або афроамериканців - 0,1 % — корінних американців - 0,1 % — азіатів - 10,9 % — осіб інших рас |

До двох чи більше рас належало 2,9 %. Частка іспаномовних становила 26,8 % від усіх жителів.
За віковим діапазоном населення розподілялося таким чином: 30,7 % — особи молодші 18 років, 60,1 % — особи у віці 18—64 років, 9,2 % — особи у віці 65 років та старші. Медіана віку мешканця становила 35,4 року. На 100 осіб жіночої статі у місті припадало 97,4 чоловіків;  на 100 жінок у віці від 18 років та старших — 97,0 чоловіків також старших 18 років.
Середній дохід на одне домашнє господарство  становив 68 474 долари США (медіана — 51 875), а середній дохід на одну сім'ю — 78 302 долари (медіана — 60 938). За межею бідності перебувало 21,7 % осіб, у тому числі 27,3 % дітей у віці до 18 років та 13,3 % осіб у віці 65 років та старших.
Цивільне працевлаштоване населення становило 442 особи. Основні галузі зайнятості: освіта, охорона здоров'я та соціальна допомога — 26,2 %, виробництво — 17,6 %, роздрібна торгівля — 16,5 %, сільське господарство, лісництво, риболовля — 15,6 %.